# Juan David Castañeda
Juan David Castañeda Muñoz (Medellín, 26 gennaio 1995) è un calciatore colombiano, attaccante del Sreenidi Deccan.

## Carriera
Ha giocato nella massima serie colombiana.
Il 20 settembre 2021 passa a titolo definitivo al Sreenidi Deccan, squadra militante nella I-League.

## Statistiche

### Presenze e reti nei club
| Stagione        | Club             | Campionato      | Campionato | Campionato | Coppe nazionali | Coppe nazionali | Coppe nazionali | Coppe continentali | Coppe continentali | Coppe continentali | Supercoppe | Supercoppe | Supercoppe | Totale | Totale |
| Stagione        | Club             | Comp            | Pres       | Reti       | Comp            | Pres            | Reti            | Comp               | Pres               | Reti               | Comp       | Pres       | Reti       | Pres   | Reti   |
| --------------- | ---------------- | --------------- | ---------- | ---------- | --------------- | --------------- | --------------- | ------------------ | ------------------ | ------------------ | ---------- | ---------- | ---------- | ------ | ------ |
| 2018            | Real San Andrés  | B               | 23         | 2          | CC              | 0               | 0               | -                  | -                  | -                  | -          | -          | -          | 23     | 2      |
| 2019            | Patriotas Boyacá | A               | 19         | 4          | CC              | 1               | 0               | -                  | -                  | -                  | -          | -          | -          | 20     | 4      |
| 2020            | Patriotas Boyacá | A               | 9          | 3          | CC              | 0               | 0               | -                  | -                  | -                  | -          | -          | -          | 9      | 3      |
| Totale Carriera | Totale Carriera  | Totale Carriera | 28         | 7          |                 | 1               | 0               |                    | -                  | -                  |            | -          | -          | 29     | 7      |
| 2020-2021       | Zakho            | PL              | 10         | 4          | CI              | 0               | 0               | -                  | -                  | -                  | -          | -          | -          | 10     | 4      |
| 2021-2022       | Sreenidi Deccan  | IL              | 16         | 10         | -               | -               | -               | -                  | -                  | -                  | -          | -          | -          | 16     | 10     |
| 2022-2023       | Sreenidi Deccan  | IL              | 21         | 15         | SC              | 2               | 2               | -                  | -                  | -                  | -          | -          | -          | 23     | 17     |
| 2023-2024       | Sreenidi Deccan  | IL              | 0          | 0          | SC              | 0               | 0               | -                  | -                  | -                  | -          | -          | -          | 0      | 0      |
| Totale Carriera | Totale Carriera  | Totale Carriera | 37         | 25         |                 | 3               | 2               |                    | -                  | -                  |            | -          | -          | 40     | 27     |
| Totale Carriera | Totale Carriera  | Totale Carriera | 98         | 38         |                 | 4               | 2               |                    | -                  | -                  |            | -          | -          | 102    | 40     |

## Palmarès

### Club

#### Competizioni nazionali
- Campionato colombiano: 1

Atlético Nacional: 2014-I
- Súper Liga: 1

Atlético Nacional: 2016

### Individuale
- Capocannoniere dell'I-League: 1

2024-2025 (17 reti)